# JOKER Entertainment
JOKER entertainment は、福岡県福岡市に拠点を置く芸能事務所。

## 概要
- 役者・モデル・タレント・MC・ナレーターが所属する総合芸能事務所である。
- ヒラタオフィスやスターダストプロモーションなど多くのプロダクションや俳優を手がける演技トレーナーの秦秀明を迎え、2009年から演技ワークショップを主催している。
- 2015年度以降は特別講師として両沢和幸監督やグ・スーヨン監督、中島良監督など演出家がワークショップ特別講師を務める。
- 劇場映画『ある夜のできごと』など映画制作・舞台制作をはじめ[1]、「KIP FES」などの音楽フェスの制作協力も行う[要出典]。
- 福岡県太宰府市と舞台『大きな虹のあとで』の制作を行った[2]。
- キャスティングを担当した映画「呼吸税」が福岡インディペンデント映画祭の招待作品に選ばれた[3]。
- 第30回バンクーバー国際映画祭でスペシャルメンションを受賞した映画『Recreation』の永野義弘監督[4]や映画『ぼくたちはここにいる』の現役学生である小田憲和監督[5][6]など九州で活動する若手監督や制作者への協力支援を行うなど俳優女優の育成と合わせ作品制作側の環境創りも進めている。

## 所属一覧

### 女性
- 本ゆうみ
- 森田玲奈
- 美月
- 山崎彩莉
- 豊福文音
- 西本美恵子（業務提携）

### 男性
- 優慶
- 原田湧己
- 荒木民雄
- 万丈
- 遠藤優介
- 遠藤紀彦
- 花井未来
- 八隈六

## 他事務所(東京)への移籍者
- 望月歩：2010年にヒラタオフィスに移籍
- 佐久間悠：2010年にヒラタオフィスに移籍
- 舟津大地：（演技ワークショップ）：パワープレイプロモーションに所属
- 米村秀人：2014年にサーブプロモーションに移籍
- 福場俊策：（演技ワークショップ）：2015年にMSエンタテインメントに所属
- 花暖（かのん）：2016年にCESに移籍
- 葉月あさひ：2019年アービングに移籍
- 山本凪紗（演技ワークショップ）：2019年アービングに所属
- 安武風花：2019年アービングに移籍
- 安部愛　(演技ワークショップ)：2020年TRUSTARに所属。
- 前田莉湖 (演技ワークショップ)：2020年エルアンドエル・ビクターエンタテインメントに所属
- 木下朝実 (演技ワークショップ)：2020年ハーモニックに所属
- 八汐舞 (演技ワークショップ)：2020年スターダストプロモーションに所属
- 中山ひなの　2023年 for youに所属